# Собор Святой Екатерины (Утрехт)
Собор святой Екатерины (нидерл.  Sint-Catharinakathedraal) — католический храм, находящийся в городе Утрехт, Нидерланды. Собор святой Екатерины является кафедральным собором архиепархии Утрехта. Церковь освящена во имя святой Екатерины Александрийской.

## История
Церковь святой Екатерины была построена в 1456 году как часть кармелитского мужского монастыря. С 1580 по 1815 год церковь была кальвинистским храмом. В 1815 году она был возвращена Католической церкви, первоначально как гарнизонный храм, потом — с 1842 года как приходская церковь. С 1853 года, после воссоздания архиепархии Утрехта, церковь святой Екатерины стала кафедральным храмом этой епархии.
В соборе святой Екатерины в главном алтаре хранятся мощи святого Виллиброрда, заступника стран Бенилюкса.